# Cossyphe du Cap
Cossypha caffra
Espèce
Statut de conservation UICN

 LC  : Préoccupation mineure
Le Cossyphe du Cap (Cossypha caffra) est une espèce de passereau de la famille des Muscicapidae.

## Description

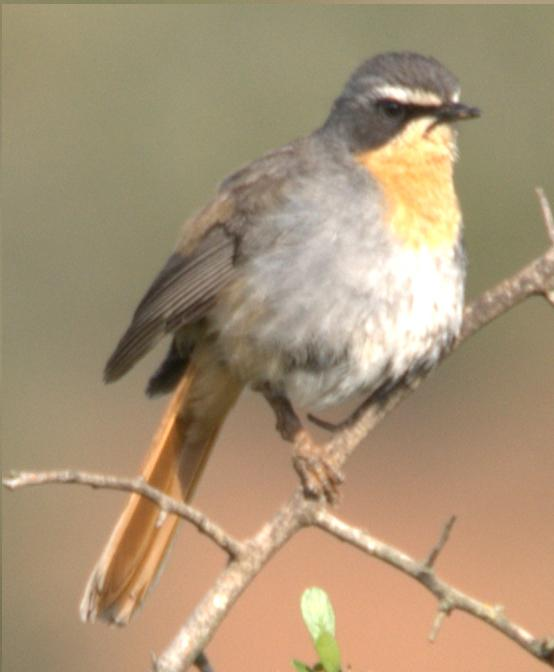

Il mesure 16 à 17 cm de longueur. Sa partie supérieure est grise et les côtés de la face en avant et en arrière de l'œil sont noirs, séparés de la couronne par un sourcil blanc. Le menton, la gorge, la partie centrale de la poitrine, le croupion, le dessous de la queue et les rectrices externes sont de couleur orange. les plumes du centre de la queue sont gris-brun. Le ventre est gris pâle.
Le bec noir est court et droit, légèrement incurvé vers le bas pour la mandibule supérieure. Les pattes sont gris rosé et l'œil brun. Les deux sexes sont semblables mais le jeune est brun foncé sur le dessus et chamois sur le dessous, fortement marqué de chamois sur les parties supérieures et de gris-brun sur la poitrine.

## Alimentation
Il se nourrit d'insectes, d'araignées et autres invertébrés, de petites grenouilles, lézards et de quelques fruits.

## Reproduction
Il construit un nid en forme de coupe avec des végétaux grossiers qu'il revêt de poils, de radicelles et autres matériaux fins. Il niche habituellement de juin à novembre dans le sud-ouest du Cap et d'août à janvier ailleurs, mais il peut nicher à tout moment de l'année.

## Chant
Il a un cri d'alarme trisyllabique « WA-dur-Dra ». Son chant est variable mais commençant toujours par un cherooo-weet-weet-weeeet.

## Répartition
On le trouve dans le sud et l'est de l'Afrique depuis le sud du Kenya, en Namibie, Zambie, Zimbabwe, Afrique du Sud, Lesotho et Swaziland.

## Habitat
C'est une espèce commune en lisière de forêt et maquis, finbos, karoo, plantations, jardins et parcs.

## Sous-espèces
Selon Alan P. Peterson, il en existe 4 sous-espèces :
- Cossypha caffra caffra (Linnaeus) 1771
- Cossypha caffra iolaema Reichenow 1900
- Cossypha caffra kivuensis Schouteden 1937
- Cossypha caffra namaquensis Sclater, WL 1911